# امریک ژنی
امریک ژنی یا ایمره ژنی (همچنین با نام امریک ینی شناخته می‌شود) (انگلیسی: Emerich Jenei؛ زادهٔ ۲۲ مارس ۱۹۳۷) بازیکن و مربی سابق فوتبال اهل رومانی است.
او یکی از بهترین مربیان رومانی در کنار اشتفان کوواچی، میرچا لوچسکو و آنگل یوردانسکو در نظر گرفته می‌شود.
مهم‌ترین دستاورد او به عنوان سرمربی، قهرمانی با استوا بخارست در جام باشگاه‌های اروپا در فصل ۸۶–۱۹۸۵ نیز بوده است.
وی در جام جهانی ۱۹۹۰ و جام ملت‌های اروپا ۲۰۰۰ سرمربی تیم ملی فوتبال رومانی بود.
ژنی در ژوئن ۲۰۰۰ تصمیم به بازنشستگی از مربیگری فوتبال گرفت.

## افتخارات

### بازیکن
استوا بخارست
- لیگ دسته اول رومانی (۳): ۶۰–۱۹۵۹، ۶۱–۱۹۶۰، ۶۸–۱۹۶۷
- جام حذفی رومانی (۴): ۶۲–۱۹۶۱، ۶۶–۱۹۶۵، ۶۷–۱۹۶۶، ۶۹–۱۹۶۸

تیم ملی زیر-۱۹ سال رومانی
- جام ملت‌های زیر-۱۹سال اروپا (۱): ۱۹۵۶

تیم ملی المپیک رومانی
- بازی‌های المپیک تابستانی (مقام پنجم) (۱): ۱۹۶۴

### مربی
استوا بخارست
- لیگ دسته اول رومانی (۵): ۷۶–۱۹۷۵، ۷۸–۱۹۷۷، ۸۵–۱۹۸۴، ۸۶–۱۹۸۵، ۹۴–۱۹۹۳
- جام حذفی رومانی (۳): ۷۶–۱۹۷۵، ۸۵–۱۹۸۴، ۹۹–۱۹۹۸
- جام باشگاه‌های اروپا (۱): ۸۶–۱۹۸۵

تیم ملی رومانی
- جام ملت‌های اروپا (یک-چهارم نهایی) (۱): ۲۰۰۰